# Неравенство Сильвестра
Нера́венство Сильве́стра — соотношение ранга произведения матриц с рангами исходных матриц. Неравенство дает нижнюю оценку для ранга произведения двух матриц. Неравенство формулируется как:
{\displaystyle \mathrm {rank} \,A+\mathrm {rank} \,B-n\leqslant \mathrm {rank} \,AB},
где {\displaystyle n} — число столбцов матрицы {\displaystyle A} и число строк матрицы {\displaystyle B}. Названо по имени английского математика XIX века Джеймса Сильвестра.
Результат непосредственно следует из неравенства Фробениуса ({\displaystyle E} — единичная матрица): {\displaystyle \mathrm {rk} \,AE+\mathrm {rk} \,EB\leqslant \mathrm {rk} \,AEB+\mathrm {rk} \,E.=\mathrm {rk} \,AB+n}.
В сочетании с неравенством для оценки сверху ранга произведения {\displaystyle \mathrm {rank} \ AB\leq \min {\{\mathrm {rank} \ A,\mathrm {rank} \ B\}}}, неравенство Сильвестра позволяет ограничить ранг сверху и снизу двумя значениями.